# Cimetière militaire britannique de la route du moulin (Thiepval)
Pour un article plus général, voir Sites funéraires et mémoriels de la Première Guerre mondiale (Front Ouest).
Le Cimetière militaire britannique de la route du moulin (Mill road cemetery) est un cimetière militaire de la Première Guerre mondiale, situé sur le territoire de la commune de Thiepval, dans le département de la Somme, non loin d'Albert.

## Histoire
Depuis 1914, le secteur de Thiepval était fortifié par l'armée allemande. Le 1er juillet 1916 à 7h30, les soldats de la 36e Division britannique partirent à l’assaut des positions ennemies et se heurtèrent à une résistance opiniâtre. Les Britanniques parvinrent néanmoins à s'emparer de la « Redoute des Souabes », position clé de l'armée allemande. La 36e division fut prise sous le feu croisé de l'artillerie britannique et des mitrailleuses allemandes de la deuxième ligne allemande ce qui l'obligea à se replier essuyant des pertes dépassant les 5 000 hommes (tués, disparus, blessés ou faits prisonniers), soit le quart des effectifs. Ce ne fut que le 26 septembre 1916 que les positions allemandes furent enlevées par la 18e division britannique.
Ce fut après le repli allemand derrière la ligne Hindenburg, au printemps 1917 que le Mill Road Cemetery fut créé. Au 11 novembre 1918, il comptait 260 sépultures. On y transféra des dépouilles de combattants provenant des champs de bataille ou de cimetières des environs. Il a été aménagé par Herbert Baker dans les années 1920.
Le cimetière britannique de la route du moulin est protégé au titre des monuments historiques : inscription par arrêté du 14 septembre 2016.

## Caractéristiques
Située à l'endroit où se trouvaient les anciennes tranchées allemandes, le cimetière de la route du moulin a une physionomie particulière : les 260 tombes originelles sont matérialisées par des stèles couchées sur le sol. Elles sont disposées ainsi parce que des mouvements de terrain devant la croix du sacrifice laissèrent craindre l'instabilité et la chute de stèles dressées verticalement comme dans les autres cimetières.
1 304 soldats britanniques reposent dans ce cimetière, dont 815 n'ont pas pu être identifiés.

### Galerie

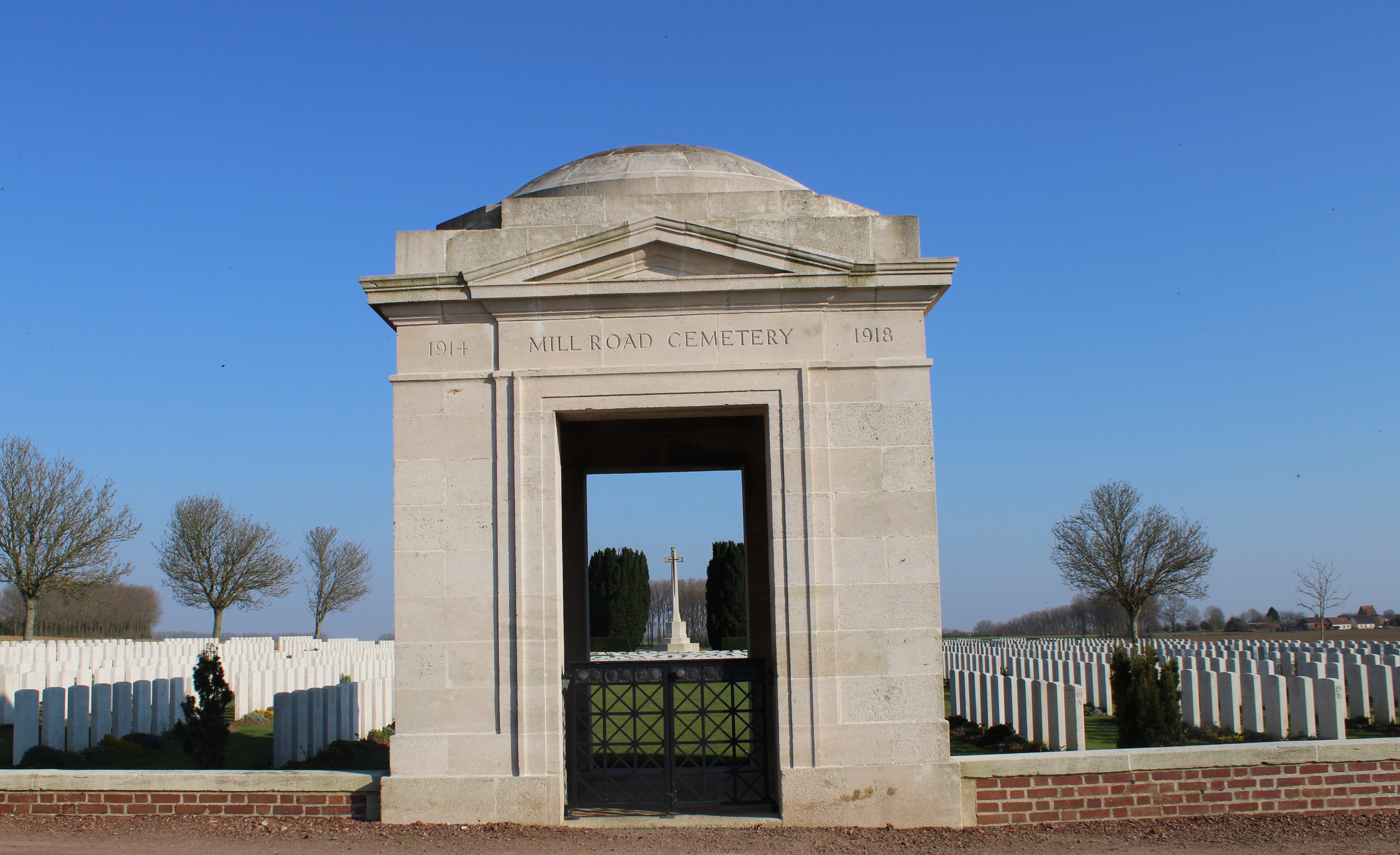
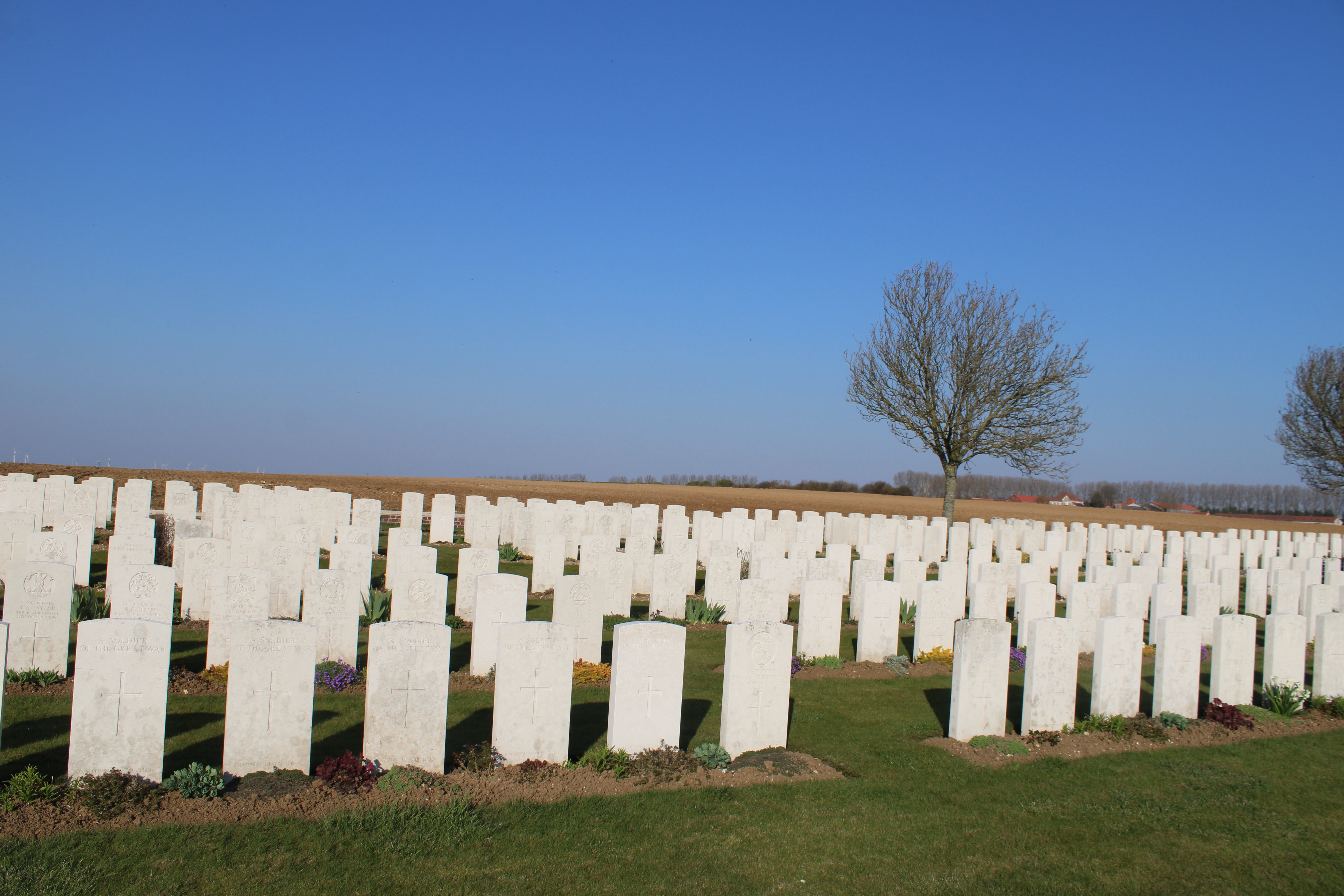
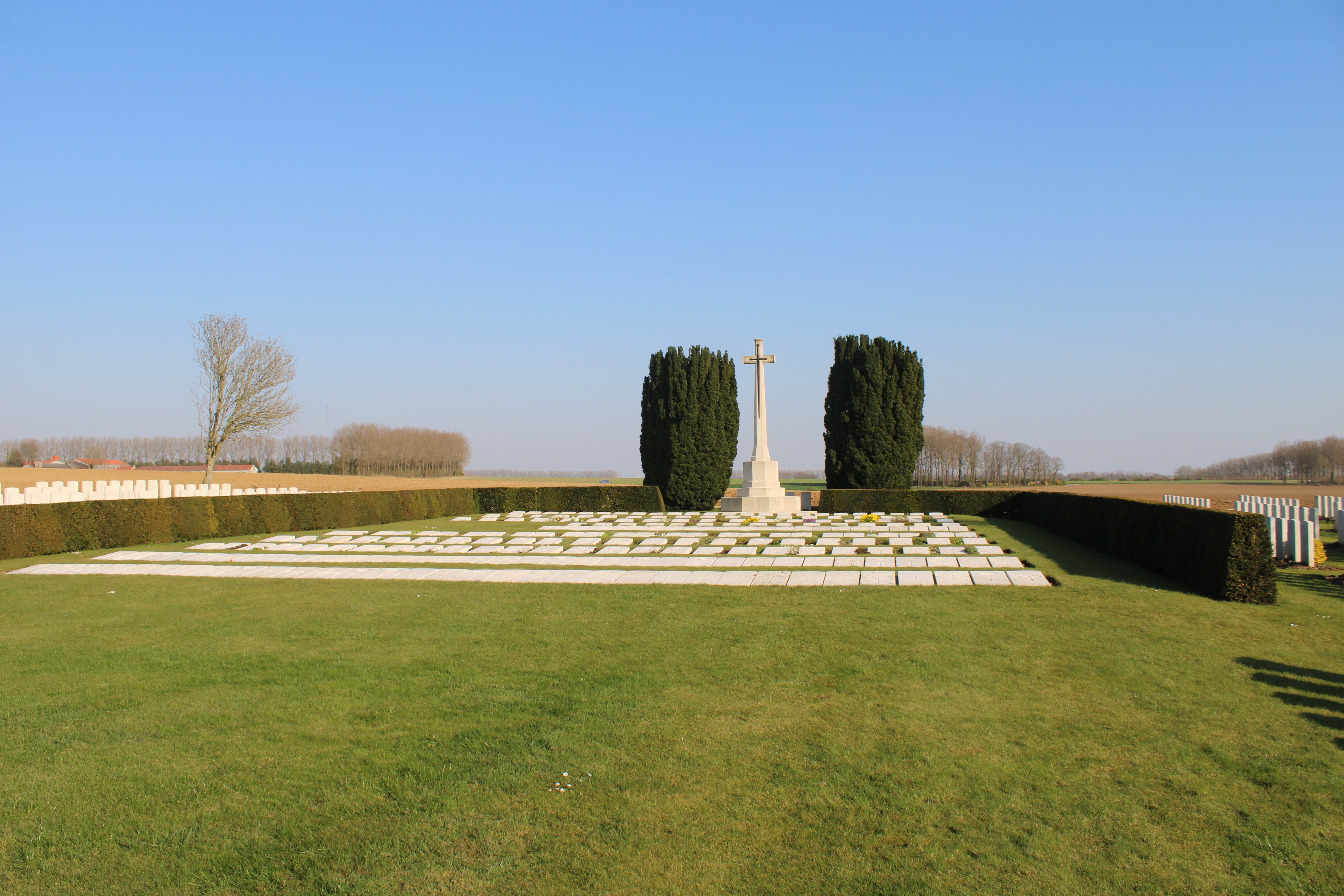
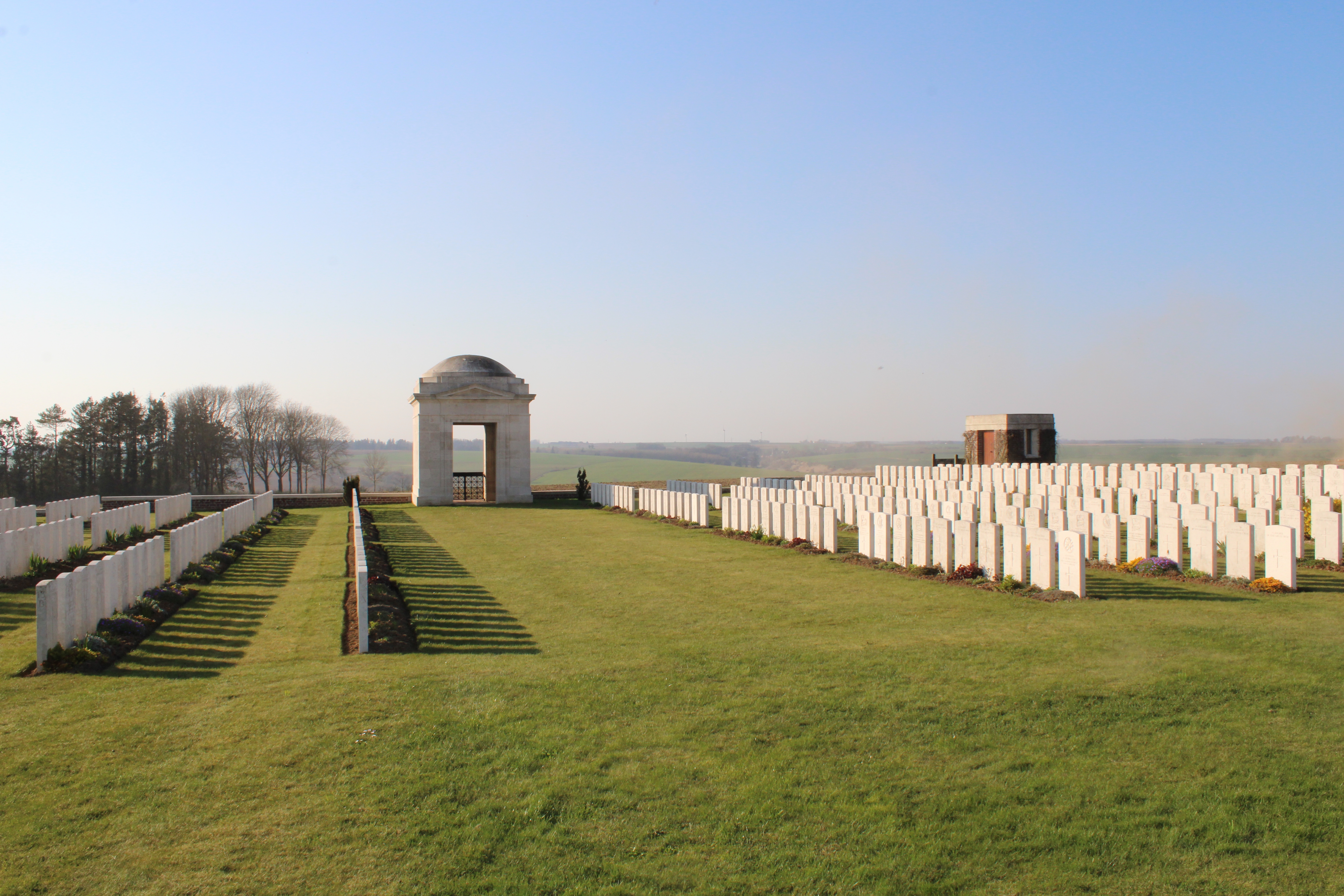
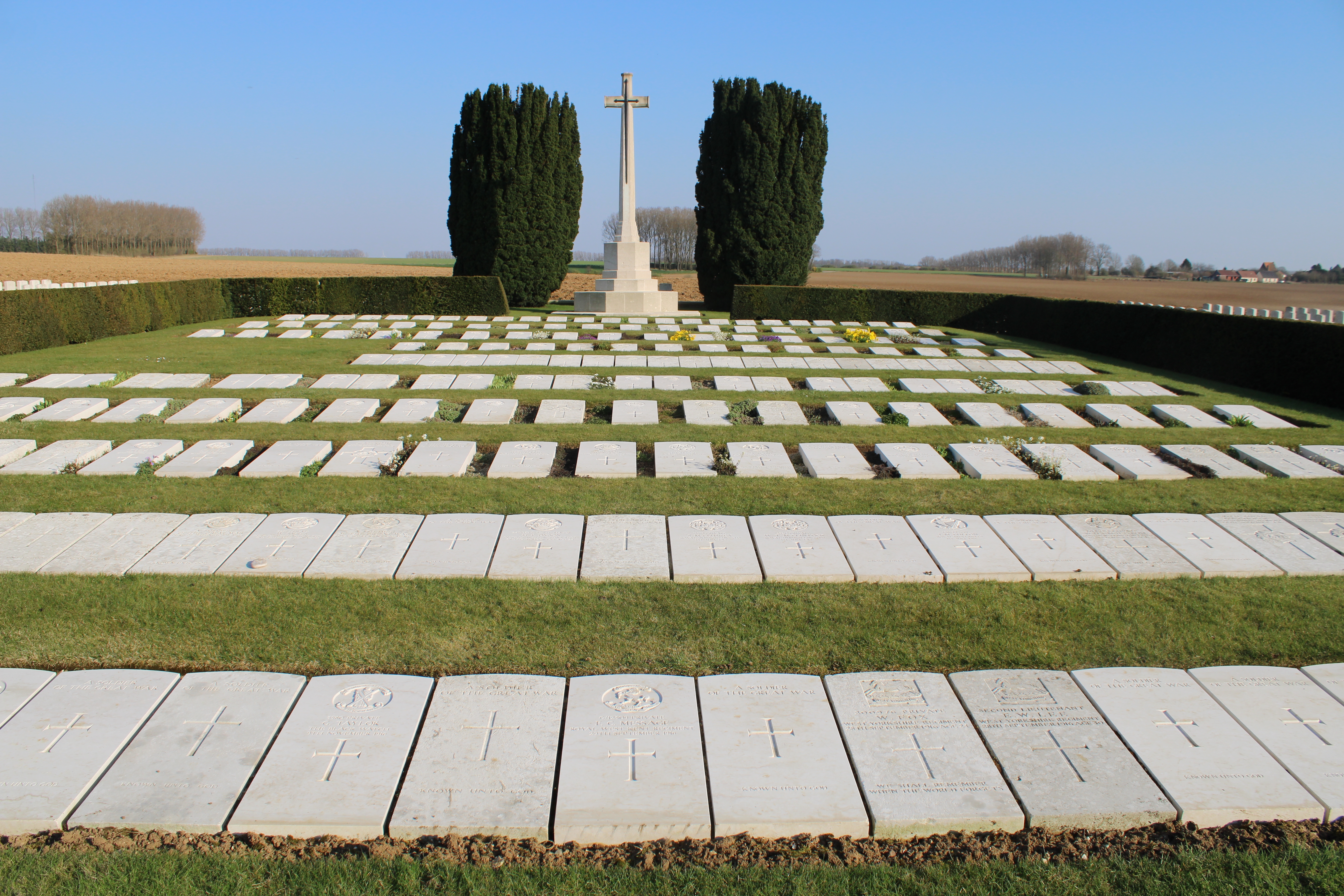
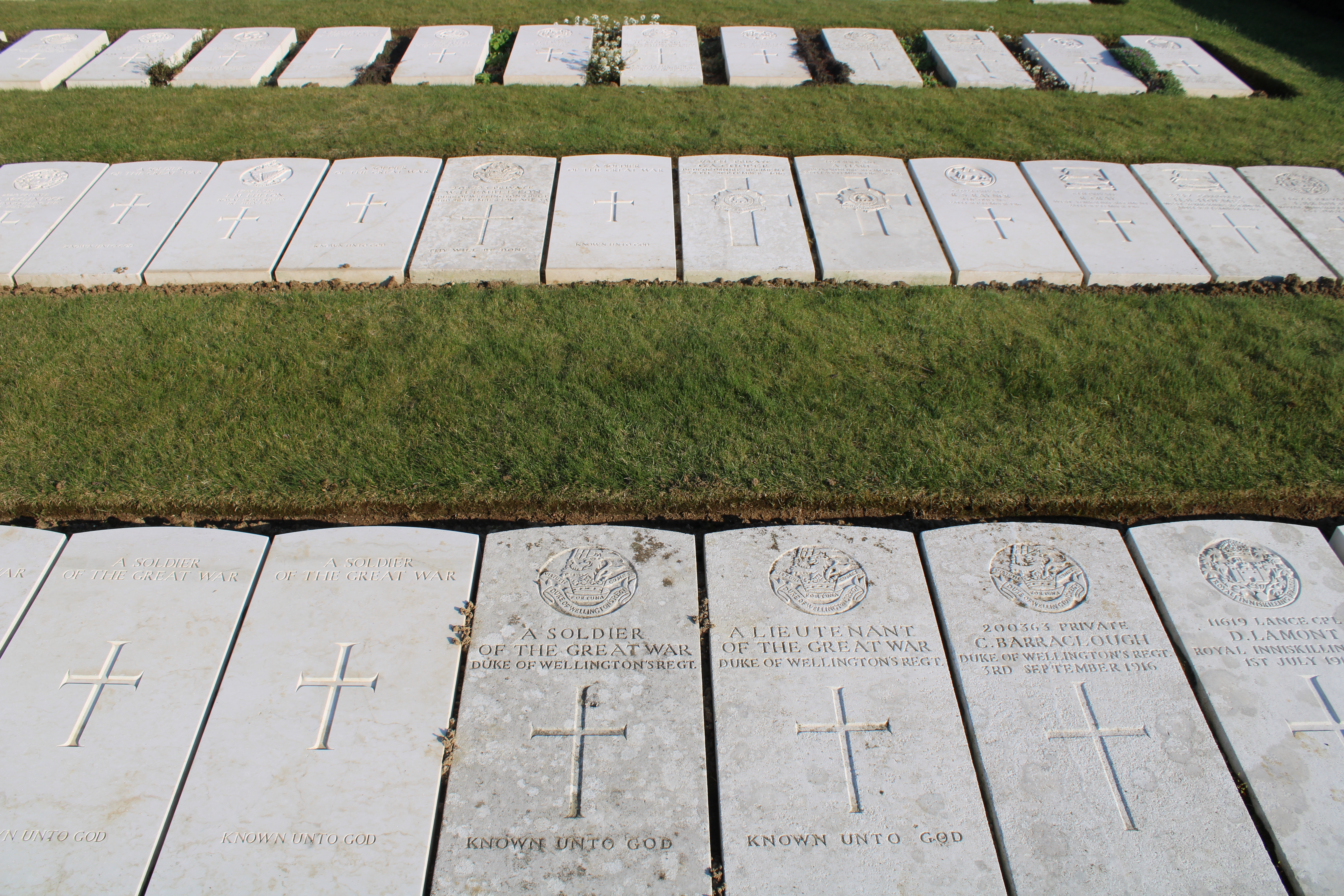

### Sépultures
| Pays        | Sépultures |
| ----------- | ---------- |
| Royaume-Uni | 1405       |